# 滕州市博物馆
滕州市博物馆是位於中國山東省滕州市的综合类博物馆，也是国家一级博物馆。滕州市博物馆馆内藏品5.2万余件，其中国家一级文物58件。

## 歷史
該博物館成立於1979年。2020年12月31日，滕州市博物馆新馆面向公众开放。此時滕州市博物馆是中国馆藏青铜器数量最大的县级博物馆。